# ينيس مون (دائرة انتخابية في المملكة المتحدة)
ينيس مون  (بالإنجليزية: Ynys Môn)‏ هي إحدى الدوائر الانتخابية في المملكة المتحدة الممثلة في مجلس العموم في برلمان المملكة المتحدة.
عضو البرلمان الذي يمثلها حالياً هو :Albert Owen (Lab).